# Ștefan Dragomir
Ștefan Dragomir – rumuński bokser, brązowy medalista Mistrzostw Unii Europejskiej 2004 w Madrycie, reprezentant Rumunii na Mistrzostwach Świata Juniorów 2002 w Santiago de Cuba, Mistrzostwach Europy Juniorów 2003 w Warszawie oraz reprezentant Rumunii w Pucharze Świata 2005 w Moskwie.

## Kariera amatorska
Na Mistrzostwach Świata Juniorów 2002 w Santiago de Cuba rywalizował kategorii półśredniej. Odpadł w 1/16 finału, przegrywając z reprezentantem Serbii i Czarnogóry Bogdanem Miticiem. Na Mistrzostwach Europy Juniorów 2003 w Warszawie rywalizował w kategorii półśredniej. W 1/16 finału pokonał reprezentanta Izraela Artura Zlatopolskiego, w 1/8 finału pokonał na punkty Anglika Tony’ego Quigleya, wygrywając przewagą 40:33, a w ćwierćfinale przegrał z Rosjaninem Zaurbiekiem Bajsangurowem.
Na Mistrzostwach Unii Europejskiej 2004 w Madrycie zdobył brązowy medal w kategorii półśredniej. W 1/8 finału pokonał przed czasem Hiszpana Manuela Hidalgo, awansując do ćwierćfinału. W ćwierćfinale pokonał przed czasem reprezentanta Niemiec Fehmiego Buzhala, a w półfinale przegrał z reprezentantem Turcji Bülentem Ulusoyem. Podczas Pucharu Świata 2005 w Moskwie doszedł do ćwierćfinału wraz z drużyną Rumunii. Stoczył dwa pojedynki, odnosząc zwycięstwo nad Tajem Nonem Boonjumnongiem oraz porażkę z Kubańczykiem Erislandy Larą.

## Kariera zawodowa
Jako zawodowiec zadebiutował 16 czerwca 2006, pokonując w debiucie rodaka Mihaia Iorgu. W swoim czwartym zawodowym pojedynku zdobył mistrzostwo Rumunii w kategorii lekkośredniej.